# 박정환 (소위)
박정환(1942년 ~ )은 대한민국의 군인으로, 베트남 전쟁에서 포로가 되었다가 귀환한 인물이다.

## 생애
경상북도 영덕 출생으로 경북대학교 수의학과를 졸업한 후 1966년 학도군사훈련단(ROTC·학생군사교육단의 전신)을 거쳐 소위로 임관하였다. 
태권도 교관으로 선발되어 1967년 10월 15일 7명의 태권도 교관들과 함께 베트남으로 갔다.
1968년 1월 구정 공세로 베트콩에게 포로가 되었다가 베트콩  포로수용소를 탈출하였으나 캄보디아 인근에서 붙잡여 캄보디아 형무소에 수용되었다.
캄보디아 형무소 수용 사실이 미국을 통해 알려져 정부의 외교 노력으로 극적으로 석방되어 1969년 1월 귀환하였다.
1970년 전역하고 1971년 미국으로 이민을 가서 태권도장을 운영하였다.
2000년 베트남 전쟁 국군 포로의 북송 사실을 증언하였다.

## 관련 문서
- 베트남 전쟁의 대한민국 국군 포로
- 유종철

## 참고 자료
- 포로체험 수기 - 느시 (2000)
- 빠삐용’, 베트남전 포로 박정환의 격투 인생 (2008)
- 1969년 중앙일보에 연재된 10회분 수기(누락분 존재)
  - 캄보디아서 돌아온 박정환 소위 수기 (1)
  - 캄보디아서 돌아온 박정환 소위 수기 (2)
  - 캄보디아서 돌아온 박정환 소위 수기 (4)
  - 캄보디아서 돌아온 박정환 소위 수기 (5)
  - 캄보디아서 돌아온 박정환 소위 수기 (7)
  - 캄보디아서 돌아온 박정환 소위 수기 (9)
  - 캄보디아서 돌아온 박정환 소위 수기 (10)